# Litoral
Litoral é um termo que designa a faixa de terra junto à costa marítima. Em ecologia costeira, a zona litorânea inclui a zona entremarés que se estende desde a marca da maré alta (que raramente é inundada) até as áreas costeiras que estão permanentemente submersas - conhecidas como costa - e os termos são frequentemente usados de forma intercambiável. No entanto, o significado geográfico da zona litorânea se estende muito além da zona entremarés para incluir todas as águas neríticas dentro dos limites das plataformas continentais.

## Descrição
O termo não tem uma definição única. O que é considerado como a extensão total da zona litorânea, e a forma como a zona litorânea é dividida em sub-regiões, varia em diferentes contextos. Para lagos, a zona litorânea é o habitat próximo à costa onde a radiação fotossinteticamente ativa penetra no fundo do lago em quantidades suficientes para suportar a fotossíntese. O uso do termo também varia de uma parte do mundo para outra e entre diferentes disciplinas. Por exemplo, os comandantes militares falam do litoral de maneiras bem diferentes da definição usada pelos biólogos marinhos.
A adjacência da água confere uma série de características distintivas às regiões litorâneas. O poder erosivo da água resulta em tipos específicos de formas de relevo, como dunas de areia e estuários. O movimento natural do litoral ao longo da costa é chamado de deriva litorânea. Biologicamente, a pronta disponibilidade de água permite uma maior variedade de vida vegetal e animal e, particularmente, a formação de extensas zonas húmidas. Além disso, a umidade local adicional devido à evaporação geralmente cria um microclima que suporta tipos únicos de organismos.

## Em oceanografia e biologia marinha
Em oceanografia e biologia marinha, a ideia da zona litorânea é estendida aproximadamente até a borda da plataforma continental. A partir da costa, a zona litorânea começa na região de pulverização logo acima da marca da maré alta. A partir daqui, ele se move para a região entremarés entre as marcas de maré alta e baixa e, em seguida, para fora até a borda da plataforma continental. Essas três sub-regiões são chamadas, em ordem, de zona supralitoral, zona eulitoral e zona sublitoral.

### Zona supralitoral
A zona supralitorânea (também chamada de respingo, spray ou zona supratidal) é a área acima da linha da maré alta da primavera que é regularmente salpicada, mas não submersa pela água do oceano. A água do mar penetra nessas áreas elevadas apenas durante tempestades com marés altas. Os organismos que vivem aqui devem lidar com a exposição à água doce da chuva, frio, calor, secura e predação por animais terrestres e aves marinhas. No topo desta área, manchas de líquenes escuros podem aparecer como crostas nas rochas. Alguns tipos de pervincas, Neritidae e detritos que se alimentam de Isopoda comumente habitam o supralitoral inferior.

### Zona eulitoral
A zona eulitoral (também chamada de zona litoral média ou mediolitoral) é a zona intertidal, também conhecida como costa. Estende-se desde a linha da maré alta da primavera, que raramente é inundada, até a linha da maré baixa da primavera, que raramente não é inundada. É alternadamente exposto e submerso uma ou duas vezes ao dia. Os organismos que vivem aqui devem ser capazes de suportar as diferentes condições de temperatura, luz e salinidade. Apesar disso, a produtividade é alta nesta zona. A ação das ondas e a turbulência das marés recorrentes moldam e reformam falésias, fendas e cavernas, oferecendo uma enorme variedade de habitats para organismos sedentários. As linhas costeiras rochosas protegidas geralmente apresentam uma faixa eulitoral estreita, quase homogênea, muitas vezes marcada pela presença de cracas. Os locais expostos mostram uma extensão mais ampla e são frequentemente divididos em outras zonas. Para mais informações, consulte ecologia intertidal.

### Zona sublitoral
A zona sublitoral começa imediatamente abaixo da zona eulitoral. Esta zona é permanentemente coberta com água do mar e é aproximadamente equivalente à zona nerítica.
Em oceanografia física, a zona sublitorânea refere-se a regiões costeiras com fluxos de maré significativos e dissipação de energia, incluindo fluxos não lineares, ondas internas, vazões de rios e frentes oceânicas. Na prática, isso normalmente se estende até a borda da plataforma continental, com profundidades em torno de 200 metros.
Na biologia marinha, a zona sublitorânea refere-se às áreas onde a luz solar atinge o fundo do oceano, ou seja, onde a água nunca é tão profunda a ponto de tirá-la da zona fótica. Isso resulta em alta produção primária e torna a zona sublitorânea o local da maior parte da vida marinha. Como na oceanografia física, esta zona normalmente se estende até a borda da plataforma continental. A zona bentônica no sublitoral é muito mais estável do que na zona intertidal; temperatura, pressão da água e quantidade de luz solar permanecem bastante constantes. Os corais sublitorâneos não precisam lidar com tantas mudanças quanto os corais intertidais. Os corais podem viver em ambas as zonas, mas são mais comuns na zona sublitorânea.
Dentro do sublitoral, os biólogos marinhos também identificam o seguinte:
- A zona infralitoral é a zona dominada por algas, que pode se estender até cinco metros abaixo da linha de maré baixa.
- A zona circalitoral é a região além do infralitoral, ou seja, abaixo da zona de algas e dominada por animais sésseis, como mexilhões e ostras.

As regiões mais rasas da zona sublitoral, estendendo-se não muito longe da costa, são às vezes chamadas de zona subtidal.

## Habitats em zonas litorâneas
Muitos vertebrados (por exemplo, mamíferos, aves aquáticas, répteis) e invertebrados (insetos, etc.) usam tanto a zona litorânea quanto o ecossistema terrestre para alimentação e habitat. A biota que comumente se supõe residir na zona pelágica geralmente depende fortemente de recursos da zona litorânea.  As áreas litorâneas de lagoas e lagos são tipicamente mais bem oxigenadas, estruturalmente mais complexas e oferecem recursos alimentares mais abundantes e diversificados do que os sedimentos profundos. Todos esses fatores levam a uma alta diversidade de insetos e interações tróficas muito complexas.
 

Os grandes lagos do mundo representam um patrimônio global de água doce superficial e biodiversidade aquática. As listas de espécies de 14 dos maiores lagos do mundo revelam que 15% da diversidade global (o número total de espécies) de peixes de água doce, 9% da diversidade de invertebrados de água doce não insetos e 2% da diversidade de insetos aquáticos vivem neste punhado de lagos. A grande maioria (mais de 93%) das espécies habita a zona litorânea rasa próxima à costa, e 72% estão completamente restritas à zona litorânea, embora os habitats litorâneos sejam uma pequena fração das áreas totais dos lagos. 

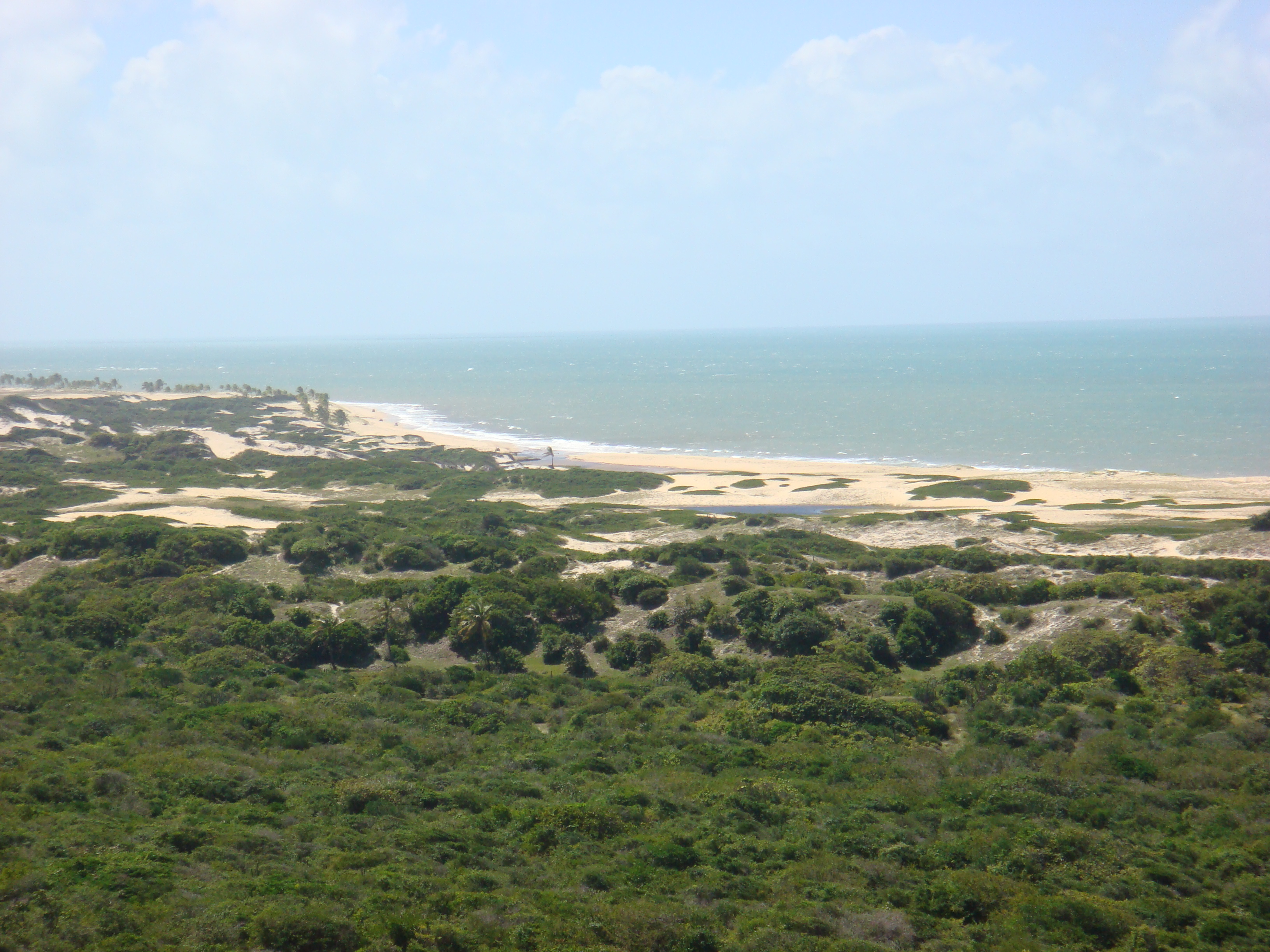
Imagem de uma praia que representa bem o termo litoral, no Rio Grande do Norte, Brasil.

Como a zona litorânea é importante para muitos fins recreativos e industriais, muitas vezes é severamente afetada por muitas atividades humanas que aumentam a carga de nutrientes, espalham espécies invasoras, causam acidificação e mudanças climáticas e produzem maiores flutuações no nível da água. As zonas litorâneas são mais afetadas negativamente pela atividade humana e menos intensamente estudadas do que as águas offshore. A conservação da notável biodiversidade e integridade biótica de grandes lagos exigirá uma melhor integração das zonas litorâneas em nossa compreensão do funcionamento do ecossistema lacustre e esforços concentrados para aliviar os impactos humanos ao longo da costa.

## Em ecossistemas de água doce
Em situações de água doce, a zona litorânea é o habitat próximo à costa onde a radiação fotossinteticamente ativa penetra no fundo do lago em quantidades suficientes para suportar a fotossíntese. Às vezes, outras definições são usadas. Por exemplo, o Departamento de Recursos Naturais de Minnesota define litoral como a parte do lago com menos de 15 pés de profundidade.  Essas definições de profundidade fixa muitas vezes não representam com precisão o verdadeiro zoneamento ecológico, mas às vezes são usadas porque são medições simples para fazer mapas batimétricos ou quando não há medições de penetração de luz. A zona litorânea compreende cerca de 78% da área total do lago da Terra.
A zona litorânea pode formar uma zona úmida estreita ou larga, com extensas áreas de plantas aquáticas classificadas por sua tolerância a diferentes profundidades de água. Normalmente, quatro zonas são reconhecidas, de cima para baixo na costa: pântano arborizado, prado úmido, pântano e vegetação aquática.  As áreas relativas desses quatro tipos dependem não apenas do perfil da linha de costa, mas também dos níveis de água passados. A área de prado úmido é particularmente dependente dos níveis de água passados; Em geral, a área de prados úmidos ao longo de lagos e rios aumenta com as flutuações naturais do nível da água. Muitos dos animais em lagos e rios dependem das zonas úmidas das zonas litorâneas, uma vez que as plantas enraizadas fornecem habitat e alimento. Portanto, uma zona litorânea grande e produtiva é considerada uma característica importante de um lago ou rio saudável.
 

As zonas litorâneas estão particularmente em risco por dois motivos. Primeiro, o assentamento humano é frequentemente atraído para as linhas costeiras, e o assentamento muitas vezes interrompe os habitats de reprodução de espécies da zona litorânea. Por exemplo, muitas tartarugas são mortas nas estradas quando saem da água para colocar seus ovos em locais de terras altas. Os peixes podem ser afetados negativamente por docas e muros de contenção que removem o habitat de reprodução em águas rasas. Algumas comunidades costeiras até tentam deliberadamente remover pântanos, pois podem interferir em atividades como nadar. No geral, a presença de assentamentos humanos tem um impacto negativo demonstrado sobre as zonas úmidas adjacentes. Um problema igualmente sério é a tendência de estabilizar os níveis dos lagos ou rios com barragens. As barragens removeram a enchente da primavera, que transporta nutrientes para as zonas litorâneas e reduz a flutuação natural dos níveis de água dos quais dependem muitas plantas e animais de zonas úmidas.   Portanto, com o tempo, as barragens podem reduzir a área de pântano de uma ampla zona litorânea para uma estreita faixa de vegetação. Pântanos e prados úmidos estão em risco particular.